# Drassi
Drassi (en grec: Δράση, que significa "Acció") és un partit polític liberal minoritari de Grècia, dirigit per Stefanos Manos, ex ministre del govern de Nova Democràcia (1992-1993). Fundat el 2009, Drassi dona suport a les reformes de lliure mercat i està a favor de l'aplicació de les mesures d'austeritat.
Stefanos Manos havia sortit de Nova Democràcia el 1999 per fundar el partit Els Liberals, i després va ser escollit Membre del Parlament en les llistes de ND i PASOK el 2000 i 2004, respectivament. A diferència de Els Liberals, Drassi no va ser fundat expressament com un partit liberal, però propugna «el sentit comú» com una base ideològica.
A la seva primera elecció, al Parlament Europeu el 2009, Drassi va acabar novè amb 0,8% dels vots, darrere partits minoritaris com el Partit dels Caçadors de Grècia i el Front Panhel·lènic de Macedònia. Posteriorment, no va participar en les eleccions generals d'octubre de 2009.
A les eleccions al Parlament Hel·lènic de maig de 2012, Drassi va participar en l'aliança electoral amb l'Aliança Liberal. Va obtenir un 1,8% dels vots, acabant dotzè en la general, just darrere d'Aliança Democràtica i Recrear Grècia, tots dos amb similars ideologies liberals a Drassi. Abans de la celebració de les noves eleccions legislatives gregues de juny de 2012, Drassi i l'Aliança Liberal van formar un pacte electoral amb Recrear Grècia, mentre que l'Aliança Democràtica (DISY), que s'havia acostat també, es va negar a unir-se a ells, i en lloc seu va participar en la llista de Nova Democràcia.